# Giorgio Manganelli
Giorgio Manganelli (* 15. November 1922 in Mailand; † 28. Mai 1990 in Rom) war ein italienischer Schriftsteller, Essayist, Kritiker, Journalist und Literaturwissenschaftler.

## Leben
Manganelli wurde 1922 in Mailand geboren. Nach einem Studium der englischen Philologie arbeitete er von 1947 bis 1953 als Schullehrer in Mailand, von 1953 bis 1971 in Rom. Mit dem Roman Hilarotragoedia (dt. Niederauffahrt) gelang ihm 1964 ein Überraschungserfolg, der seinen literarischen Ruhm begründete, wobei er stets ein gewisses Außenseiterverhältnis zur italienischen Literaturszene beibehielt. Italo Calvino war sein wichtigster Freund und Förderer. Vorübergehend war er mit Alda Merini liiert. Zahlreiche Reisen nach Indien, Malaysia und China führen zu postmoderner Reiseliteratur; weitere Schriften widmen sich dem Islam. Er war Mitglied des avantgardistischen Gruppo 63, dem auch Umberto Eco und Edoardo Sanguineti zugerechnet werden, löste sich jedoch bald von deren Programm der Neoavanguardia. Viele Jahre wirkte er als Literaturkritiker beim Corriere della Sera. Manganelli starb 1990 in Rom.

## Werk
Manganellis Prosawerk ist gekennzeichnet von einem neo-manieristischen Formalismus, der sich durch zahlreiche Exkurse, Abschweifungen und Randbemerkungen und durch die literarische Konstruktion einer künstlichen Welt des Unter- oder Überbewussten und des Surrealen auszeichnet – einer imaginierten Welt, die parallel zur realen existiert und in der sich die Paradoxa und Widersprüche der realen auflösen können.
In Deutschland wurde Manganelli insbesondere bekannt durch die Centuria (dt.: Irrläufe). Es handelt sich um eine Sammlung von einhundert Romanen, die jeweils nur eine Seite lang sind. Zunächst scheint die Themenwahl willkürlich; aber im Fortgang zeigt sich, dass die einzelnen Romane ein komplexes Netzwerk bilden. Wiederkehrende Themen sind: Sinnkrisen; Gespenster; die Hölle; Mörder; Dinge, die nicht existieren; Räuber; Prinzessinnen; Tyrannen.
Der Narr ist in seinem oft sperrigen Werk eine immer wiederkehrende Figur; er wird zur eigentlichen literarischen Person, zum ewigen Geschichtenerzähler, zur personifizierten Literatur. In Encomio del tiranno wird der Narr Hauptfigur, Antagonist des ebenso prototypischen ‚Tyrannen’ – eine Beziehung, in der sich der Konflikt Autor – Leser widerspiegelt.
Seine literaturtheoretischen Werke sind La letteratura come menzogna (1967), Angosce di stile und Laboriose inezie (1986). Seine Zeitungsglossen und Reisereportagen finden sich wieder in Cina e altri orienti (1986).
Darüber hinaus ist Manganelli auch als Übersetzer, besonders der Werke von Edgar Allan Poe hervorgetreten.

## Auszeichnungen
- 1986 Österreichischer Staatspreis für Europäische Literatur

## Schriften
- Hilarotragoedia. Mailand 1964. (dt.: Niederauffahrt. Berlin 1967)
- La letteratura come menzogna. Mailand 1967.
- Nuovo commento. Turin 1969. (dt.: Omegabet. Berlin 1970)
- Agli dei ulteriori. Turin 1972 (dt.: An künftige Götter. Berlin 1983)
- Lunario dell’Orfano Sannita. Turin 1973.
- Cina e altri orienti. Turin 1974.
- A e B. Mailand 1975. (dt.: A und B. Berlin 1978)
- Sconclusione. Mailand 1976. (dt.: Unschluß. Berlin 1978)
- Pinocchio. un libro parallelo. Turin 1977. (dt.: Pinocchio: Ein Parallel-Buch. Frankfurt am Main 1990).
- Centuria. Mailand 1979. (dt.: Irrläufe. 100 Romane in Pillenform. Aus dem Italienischen übersetzt von Iris Schnebel-Kaschnitz, Wagenbach, Berlin 1980, ISBN 3-8031-0107-7. und die von Tullio Pericoli illustrierte Ausgabe: Frankfurt am Main 1992, ISBN 3-596-10998-1).
- Angosce di stile. Mailand 1981.
- Discorso dell’ombra e dello stemma o del lettore e dello scrittori considerati come dementi. Mailand 1982.
- Amore. Mailand 1981. (dt.: Amore. Berlin 1982).
- Discorso dell'ombra e dello stemma. 1982.
- Dall'inferno. 1985. (dt.: Aus der Hölle. Berlin 1986)
- Laboriose inezie. 1986.
- Rumori o voci. 1987. (dt.: Geräusche oder Stimmen)
- Tutti gli errori. 1987. (dt.: Brautpaare und ähnliche Irrtümer. Berlin 1993)
- Antologia privata. 1989.
- Improvvisi per macchina da scrivere. 1989.
- Encomio del tiranno. 1990.
- La palude definitiva. 1991. (dt.: Der endgültige Sumpf. Berlin 1993)
- Esperimento con l'India. 1992. (dt.: Das indische Experiment. Berlin 1994)
- Il rumore sottile della prosa. 1994.
- La notte. 1996.
- La penombra mentale. interviste e conversazioni 1965-1990. 2001.
- L’infinita trama di Allah. viaggi nell’Islam. 1973-1987. 2002.
- Manganelli furioso. Ein Handbuch für unnütze Leidenschaften. Berlin 1987.